# Salomão Barbosa Ferraz
Salomão Barbosa Ferraz (Jaú, 18 februari 1880 - 11 mei 1969) was een Braziliaans geestelijke, die deel uitmaakte van verschillende christelijke denominaties. Hij was een zeldzaam voorbeeld van een kerkrechtelijk erkende gehuwde bisschop in de moderne geschiedenis van de Rooms-Katholieke Kerk.
Barbosa Ferraz werd geboren in de Braziliaanse stad Jaú. Oorspronkelijk was hij een presbyteriaans voorganger, maar in 1917 werd hij tot priester gewijd van de Anglicaanse kerk. Hij stichtte in 1928 een oecumenische vereniging, genaamd de Orde van Sint-Andreas, en was een van de drijvende krachten bij de organisatie van een Free Catholic Congress in 1936. Op het einde van dit congres stichtte hij de Free Catholic Church en werd tot eerste bisschop verkozen. De Tweede Wereldoorlog zorgde voor vertraging om de bisschopswijding te ontvangen door Europese oudkatholieken. Uiteindelijk werd hij door de dissidente katholieke bisschop Carlos Duarte Costa tot bisschop gewijd na diens excommunicatie door het Vaticaan in 1945.
Bisschop Barbosa Ferraz wijdde op zijn beurt in 1951 Manoel Ceia Laranjeira tot bisschop in zijn Braziliaanse Free Catholic Church, maar zocht ook toenadering tot de Rooms-Katholieke Kerk. Hij verliet zijn Braziliaans kerkgenootschap en werd onder paus Johannes XXIII ontvangen in de Rooms-Katholieke Kerk. Ceia Laranjeira volgde hem op aan het hoofd van de Free Catholic Church, die daarna herdoopt werd tot de Onafhankelijke Katholiek-Apostolische Kerk van Brazilië.
In 1963 werd hij als bisschop opgenomen in de Rooms-Katholieke Kerk als titulair bisschop van Eleftherna en nam deel aan verschillende sessies gedurende het Tweede Vaticaans Concilie. Paus Johannes XXIII benoemde hem ook tot hulpbisschop van Rio de Janeiro.
De bisschop stierf in 1969 en liet een vrouw en zeven kinderen na.

## Referentie
- Virtual International Authority File: 5267150325585710090002

- FERRAZ, Hermes. Dom Salomão Ferraz e o ecumenismo. São Paulo: João Scortecci Editora, 1995. Pgs.78s